# Madonna del Parto (Piero della Francesca)
La Madonna del parto è un affresco (260x203 cm) realizzato da Piero della Francesca, databile al 1455-1465 circa, e conservato in un museo appositamente predisposto nel comune di Monterchi, proveniente dalla cappella di Santa Maria di Momentana.

## Storia

### Primi secoli
Tradizionalmente l'affresco viene fatto risalire agli anni cinquanta del Quattrocento e al fatto che la madre del pittore era nativa di Monterchi. In ogni caso la datazione oscilla di solito negli studi fino agli anni sessanta. L'affresco era destinato all'antica chiesa di Santa Maria di Momentana, già di Santa Maria in Silvis, località di campagna alle pendici della collina di Monterchi. Non si conoscono le ragioni per cui il pittore, già famoso, avesse dipinto un soggetto così impegnativo in una chiesetta di campagna e se ne ignora il committente. La destinazione originaria dell'affresco era la decorazione di un altare laterale, dedicato a sant'Agostino, di cui era titolare il vescovo di Sansepolcro. La Madonna del Parto era spesso visitata dalle partorienti per avere protezione durante il travaglio, le quali compivano un breve pellegrinaggio dal paese arroccato fino alla chiesa posta a valle.
Tra il 1784 e il 1786 il sito della chiesa venne scelto per la costruzione del cimitero di Monterchi, e la chiesa venne demolita per due terzi e riadattata a cappella funebre. In tale occasione l'affresco venne tagliato "a massello" (segando l'intero spessore del muro su cui era il dipinto) e spostato entro una nicchia centinata sull'altare maggiore, l'unica zona superstite della costruzione originaria. Nel 1789 si verificò un terremoto che danneggiò la cappella.

### Riscoperta
L'affresco rimase negletto fino alla riscoperta che ne fece l'erudito Vincenzo Funghini, quando, l'8 gennaio 1889, durante una visita al luogo, la riconobbe come opera di Piero della Francesca, ridestando così l'interesse degli studiosi. Nel 1911 la Regia Soprintendenza ai Monumenti decise, per ragioni di tutela e conservazione, lo stacco dell'affresco dalla parete, che venne effettuato dal restauratore Domenico Fiscali, che ricollocò l'opera su un supporto di gesso e rete metallica. In quell'occasione venne anche scoperto sotto la Madonna un'altra frammentaria Madonna col Bambino della prima metà del Trecento (oggi nella chiesa di San Simeone di Monterchi).
Il violento terremoto del 26 aprile 1917 costrinse le autorità a mettere l'opera al riparo: prima in un deposito in località Le Ville, dove rimase fino al 12 giugno 1919, poi nel Museo Civico di Sansepolcro, dove fu esposta fino al 13 settembre 1922. In quella data l'opera di Piero tornò nella Cappella di Momentana.
Passata la seconda guerra mondiale, che lasciò la cappella indenne, tra il 1952 e il 1953 la Madonna del parto subì un restauro curato da Dino Dini. La chiesetta venne interessata da pesanti lavori di ristrutturazione nel 1956, che mutarono l'orientamento originario est-ovest in favore di un nuovo asse nord-sud, con la chiusura del vecchio ingresso settecentesco e l'apertura di uno nuovo sul lato meridionale. Qui l'affresco venne esposto sulla parete nord, in quello che era diventato l'altare maggiore.

### Sede espositiva

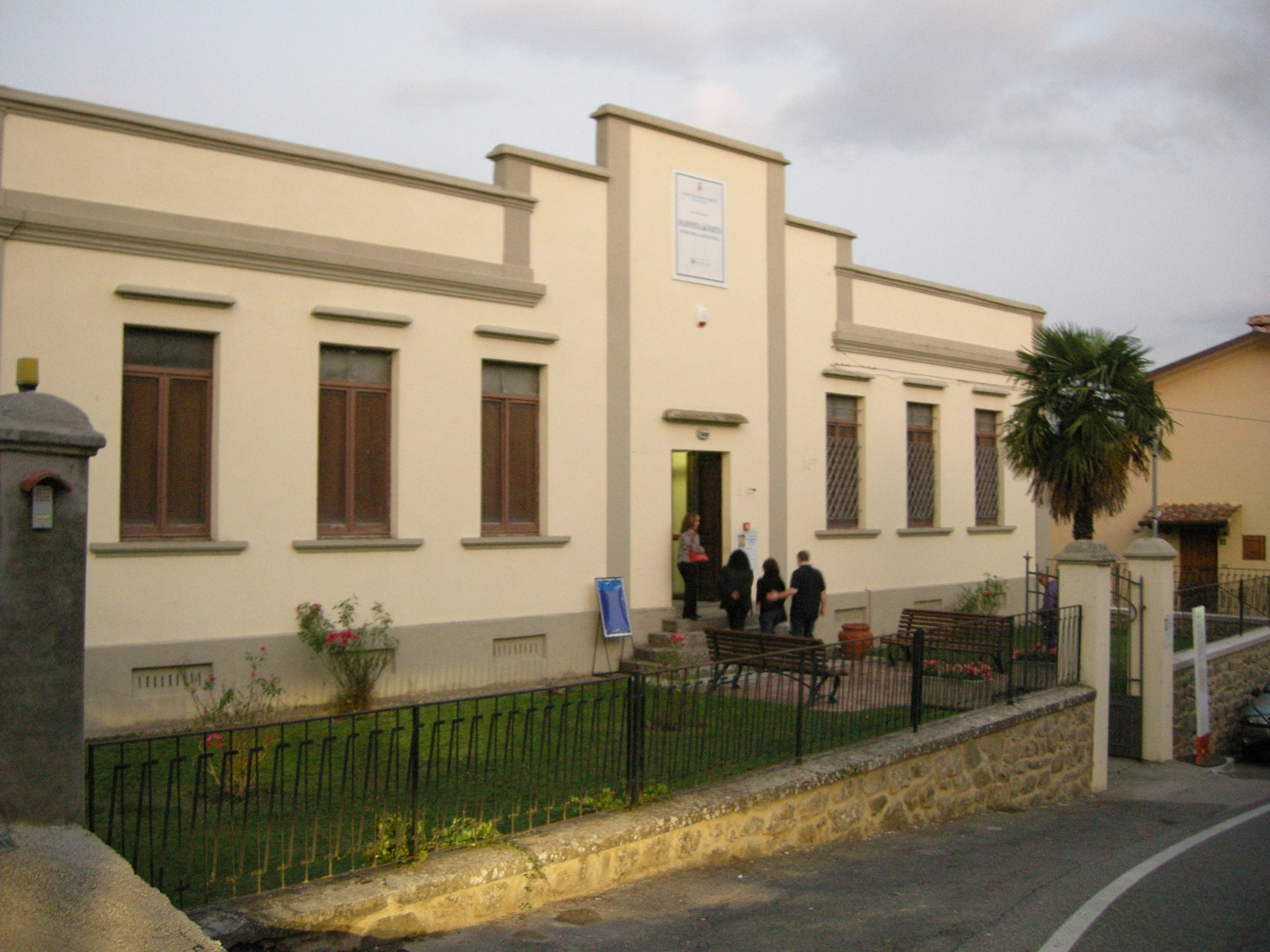
L'attuale sede dell'affresco.

Dal 16 marzo 1992 l'affresco, dopo il restauro effettuato in occasione del quinto centenario della morte di Piero della Francesca, venne ricollocato in una teca climatizzata visibile all'interno di un'esibizione speciale che ebbe sede, per tutto il 1993, nella ex-scuola media di Via Reglia, un edificio di epoca fascista alle porte del borgo antico, che venne attrezzato come museo per una sola opera.
Benché la sistemazione nell'ex-scuola fosse stata pensata solo come un evento temporanea, al termine della mostra si aprì un contenzioso, tuttora in corso, fra il Comune di Monterchi, la Soprintendenza e la Diocesi per il possesso dell'opera e la scelta della sua sede definitiva. Nel 1995 il Comune rivendicò la proprietà dell'affresco rifiutandosi di farlo ricollocare a Momentana, nonostante le minacce legali, sia del Ministero per i beni e le attività culturali, sia del Vescovo di Arezzo-Cortona-Sansepolcro. Quest'ultimo indisse una causa nel 2002 per ottenere la restituzione dell'immagine, ma l'azione legale non ha avuto seguito, nonostante il ritrovamento di documenti che proverebbero la proprietà dell'affresco alla diocesi, anche per l'opposizione dei cittadini di Monterchi riuniti nel comitato "La Madonna dei monterchiesi".
La cappella di Momentana, di fatto, dal 1996 è stata cinta da un nuovo blocco di loculi cimiteriali, che ne rendono estremamente improbabile l'uso culturale e turistico, anche per le precarie condizioni di conservazione della cappella. Tra le ipotesi di ricollocazione si è fatta avanti negli ultimi anni quella della chiesa di San Benedetto, posta di fronte alla scuola di Via Reglia, che, pur essendo un luogo consacrato che restituirebbe l'immagine a una dimensione anche religiosa, ha ottenuto un parere negativo nel 1999 dalla Soprintendenza, per le eccessive dimensioni architettoniche, non coerenti con l'affresco, e lo stato di conservazione precario dell'edificio. L'ipotesi della costruzione di un nuovo edificio, dove ospitare la Madonna, nei pressi del cimitero di Momentana (2005) ha pure incontrato l'opposizione dei cittadini del borgo, la cui economia è ormai fortemente legata al flusso di visitatori che si recano in paese per ammirare l'opera pierfrancescana. Nell'aprile del 2009 la soluzione della chiesa di San Benedetto, con il recupero anche degli ambienti dell'attiguo ex-monastero di benedettine, si è riaffacciata, grazie anche ad un accordo con la Diocesi, ma è attualmente in attesa dell'autorizzazione ministeriale.

## Ipotesi di datazione
La datazione esatta dell'opera è incerta e oscilla in genere tra il 1455 e il 1465, in contemporanea comunque con gli affreschi delle Storie della Vera Croce di Arezzo. Le teorie più accreditate vanno dall'ipotesi del 1450-1455 di Roberto Longhi, al 1460 proposta da Clark e De Vecchi, all'ipotesi tarda (dopo il 1475) di Battisti.
Per Antonio Paolucci potrebbe essere in contemporanea con l'Incontro fra Salomone e la Regina di Saba con il quale ha alcune analogie (come il trattamento dei tessuti dipinti), quindi intorno al 1455.

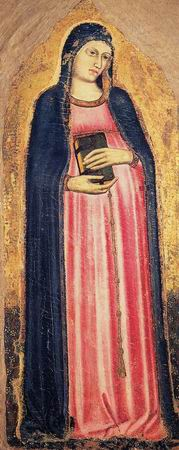
Madonna del parto, tavola di ignoto di scuola giottesca (1320 circa), Museo dell'Opera del Duomo, Prato.

## Le "Madonne del parto"
In Toscana già dalla prima metà del Trecento circolava la raffigurazione realistica della Vergine incinta. Questo soggetto iconografico venne chiamato "Madonna del parto" e rappresenta la Madonna da sola, in piedi, in posizione frontale e visibilmente incinta. Uno tra gli elementi che la distingue da una normale donna incinta è il libro chiuso appoggiato sul ventre, allusione al Verbo Incarnato; il libro infatti rappresenta l'Antico Testamento e dunque la parola di Dio che, attraverso la Vergine, si incarna e discende tra gli uomini. Artisti che si sono cimentati su questo tema sono Bernardo Daddi, il Maestro di San Martino alla Palma, Taddeo Gaddi, Nardo di Cione, Bartolo di Fredi, Rossello di Jacopo Franchi e molti altri. Per Thomas Martone l'immagine fu ideata per mostrare che la natura umana del Cristo era veramente umana, e non creata prima in Paradiso, come sostenevano alcuni teologi eretici paleocristiani e medievali.
Le Madonne del parto si opposero quindi teologicamente alle raffigurazioni del Bambino che entra nel corpo della Vergine come un raggio di luce, come nel Trittico di Mérode di Robert Campin. Entrambe le concezioni vennero però definitivamente dichiarate eretiche con il Concilio di Trento, dove anche altre immagini religiose finirono nel mirino degli inquisitori, quali la Madonna Platytera della Misericordia e la Donna dell'Apocalisse.

## Descrizione e stile

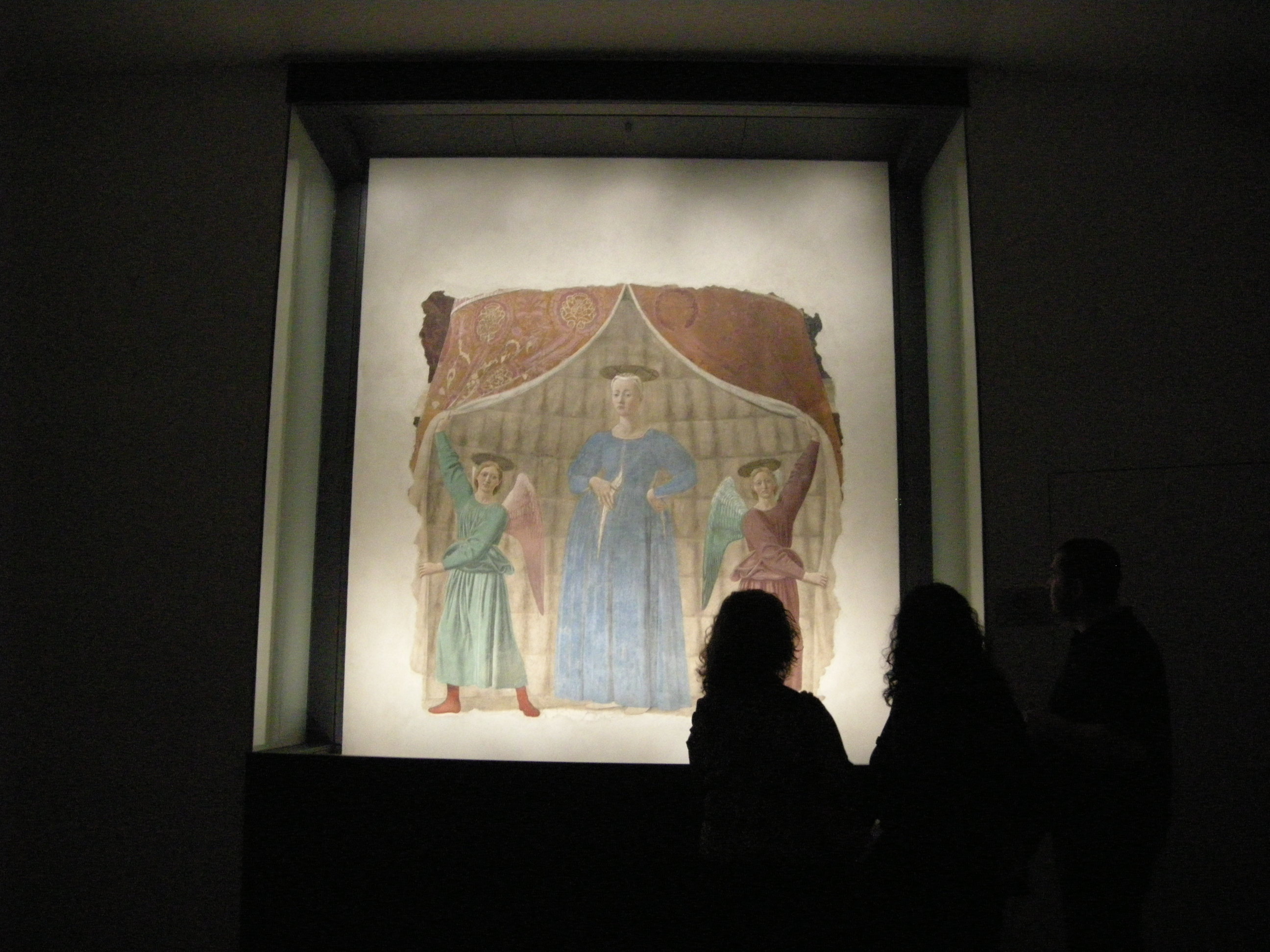
Esposizione della Madonna del Parto a Monterchi.

La Vergine non possiede attributi regali, non ha alcun libro in mano ed è colta nel gesto di puntare una mano sul fianco per sorreggere il peso del ventre. L'interesse di Piero per le simmetrie è particolarmente evidente in quest'opera, dove i due angeli che tengono i lembi del tendone discosti sono stati dipinti sulla base di un medesimo cartone rovesciato. Nei loro abiti e nelle ali i colori sono alternati: manto verde, ali e calzari bruni per quello di sinistra, viceversa per quello di destra. Gli angeli guardano verso lo spettatore, richiamando la sua attenzione, come se stessero spalancando un sipario proprio per lui.
La Madonna è in piedi, leggermente ricurva per il ventre gonfio che accarezza con una mano, mentre con l'altra si dà sostegno all'altezza dei fianchi. Come nella Maria Maddalena dello stesso artista, lo sguardo è abbassato, come per dare un tono nobile e austero, e il ritratto mostra su una dolce bellezza giovanile, sottolineata dalla postura fiera del collo e la fronte alta e nobile (secondo la moda del tempo che voleva le attaccature dei capelli rasate o bruciate con una candela).
L'ambientazione nella tenda ha come precedente iconografico la scena del Sogno di Costantino negli affreschi aretini e compare anche in numerosi esempi prima di Piero. La forma geometrica del tendaggio enfatizza volumetricamente i personaggi e la spazialità del dipinto e inoltre, da un punto di vista teologico, offre riparo e protezione come il ventre di Maria per Gesù: non è casuale che la veste della Vergine sia slacciata all'altezza del ventre rotondeggiante, come dischiusi sono i lati della tenda. Maurizio Calvesi lesse nella tenda una precisa illustrazione del tabernacolo dell'Arca dell'Alleanza, così come è descritto nell'Esodo in questo modo Maria sarebbe la nuova Arca dell'Alleanza, il cui pegno è Gesù. Per altri il padiglione rappresenta la Chiesa di Roma e la Madonna, nel suo particolare stato, simboleggia il tabernacolo eucaristico in quanto contiene il corpo di Cristo. Thomas Martone, tenendo conto di un brano della Lettera agli Ebrei, e del fatto che la manna dell'Esodo è prefigurazione del corpo eucaristico del Cristo, scrisse che Piero «collocando la Vergine all'interno di una tenda formata con i materiali di quella dell'Antico Testamento, alludeva chiaramente alla natura eucaristica del corpo di Cristo contenuto nella Madonna-Ecclesia, che, come la manna, può essere vista solo con gli occhi della fede». Pertanto Martone rigetta quelle ipotesi che collegano l'affresco di Monterchi ad antichi riti pagani di fertilità o lo associano a un certo tipo di devozione pietistica, riservata alle donne incinte.
In una interpretazione di Paolo Tofanelli, la tenda rappresenta il cielo e i due angeli, simmetrici, rappresentano gli equinozi e quindi le due opposte stagioni, primavera e autunno, a cui si rifanno i loro colori, il verde per la primavera e il bruno vinaccia per l'autunno. È stata sviluppata anche una interpretazione cosmologica che integra astronomia, astrologia, geometria e geografia, in base a quella che era la visione omnicomprensiva del Rinascimento, che univa arte e scienza, l'opera potrebbe essere collegata alla mappa celeste della Sagrestia Vecchia in San Lorenzo a Firenze.
Il motivo della damascatura esterna a melograni, presente anche nella veste di re Salomone nell'affresco della Leggenda della Vera Croce, rimanda simbolicamente alla fertilità, alla nobiltà della Vergine e alla Passione di Cristo. L'interno è invece foderato con una morbida trapuntatura.
Massimo Cacciari intravede un significato nel colore degli abiti dei due angeli che per il resto sono uguali nell'aspetto: uno di colore verde speranza e l'altro traboccante di amore. Entrambi gli angeli introducono la figura della Vergine, ma nessuno dei due si eleva all'altezza della maestà della Regina degli Angeli.

## Citazioni in cinema e letteratura
- Viene citato visivamente da Pier Paolo Pasolini nelle primissime inquadrature del film Il Vangelo secondo Matteo (1964). La posizione, la collocazione rispetto ad un arco in pietra sullo sfondo (che rimanda per forma e prospettiva al tendaggio dipinto nell'affresco) e la condizione di gestante della Vergine (pur priva, nel film, per la sua natura "realista", degli angeli) è un chiaro omaggio all'affresco (una delle celebri "folgorazioni figurative" che caratterizzato parte della cinematografia pasoliniana).
- Nel film del 1972 di Valerio Zurlini La prima notte di quiete, il professore Daniele Dominici (Alain Delon) illustra questo affresco a una sua allieva, Vanina Abati (Sonia Petrovna), in una descrizione dove si intrecciano emozione e cultura.
- L'affresco compare nel film del 1983 di Andrej Tarkovskij Nostalghia, di fronte al quale si svolge una delle scene più suggestive e centrali del film.
- Il compositore francese Gérard Grisey, appassionato della pittura di Piero, ha preso spunto dalla Madonna del Parto per elaborare la sua opera L'Icône Paradoxale (Omaggio a Piero della Francesca) per due voci femminili e grande orchestra divisa in due gruppi, composta tra il 1993 e il 1994.
- Le circostanze della realizzazione dell'affresco, e di uno immaginario a esso molto simile, sono narrate nel giallo di ambientazione appenninica La pioggia fa sul serio di Francesco Guccini e Loriano Macchiavelli (Mondadori, 2014).